# Cseh Gusztáv (grafikus, 1900–1972)
Idősebb Cseh Gusztáv (Kolozsvár, 1900. július 24. – Kolozsvár, 1972. január 26.) magyar grafikus. Ifj. Cseh Gusztáv apja.

## Életpályája
Középfokú tanulmányait szülővárosában végezte. A kolozsvári Ion Andreescu Képzőművészeti Főiskolán 1949-től 1965-ig lektor volt a díszítőrajz szakon. Az 1930-as évektől számos plakátot, újság- és folyóiratfejlécet, reklámgrafikát, ex librist tervezett. Saját tervezésű betűtípusát ősei falujáról "Csernáton" betűnek nevezte el.
Az írott és nyomtatott betűk történetét, a betűtervezés kérdéseit taglalja Az írás c. hátrahagyott munkája (Viorica Cristea fordításában románul Scrisul, Kolozsvár : Dácia, 1973).